# Tres Joies

Les Tres Joies

Les Tres Joies (sànscrit: triratna ; pali: tiratana ; xinès: sānbǎo 三宝) fa referència a tres conceptes que una persona budista pren com a referent, com a refugi, com a seguidor dels ensenyaments de Siddharta Gautama. És una expressió comuna en el jainisme,. l'hinduisme i el budisme.
Les Tres Joies són:
1. Buda: éssers il·luminats, nirvana o il·luminació.
2. Dharma: l'ensenyament del budisme, l'enteniment correcte.
3. Sangha: la comunitat de budistes, la puresa fonamental.

Aquesta acció ve a significar que una vegada la persona ha comprès el sentit d'alliberament que subjeu en aquest camí, assumirà que mentre duri la seva existència –o fins i tot, en altres existències– voldrà romandre vinculat per sempre al que són les Tres Joies.
En moltes escoles budistes existeix algun tipus de cerimònia oficiada per un monjo o mestre que ofereix la presa de preceptes. Això és una manifestació pública del compromís però no és alguna cosa indispensable. La persona pot per ella mateixa prendre refugi amb sinceritat i és del tot suficient.